# Het Jachthuis Hoog Soeren
Het Jachthuis Hoog Soeren is een restaurant in Hoog Soeren, gemeente Apeldoorn, Nederland. Het had een Michelinster in de periode 1994-2001. Het restaurant sloot zijn deuren in februari 2014 toen het pachtcontract afliep. Chef-Patron van den Breemen noemde hoge huur, de economische crisis en het uitblijven van een Michelinster als redenen waarom voortzetting van het restaurant niet langer zinvol was.
Chef-kok van Het Jachthuis Hoog Soeren was Peter-Paul van den Breemen. Hij nam het restaurant over in 2005. Chef-kok in de tijd van de Michelinster was Jankees Roggeveen.
In 2013 kende GaultMillau het restaurant 16 van de maximaal 20 punten toe.
In 2014 is er een doorstart gemaakt en is het restaurant verder gegaan als brasserie.